# Varnenum

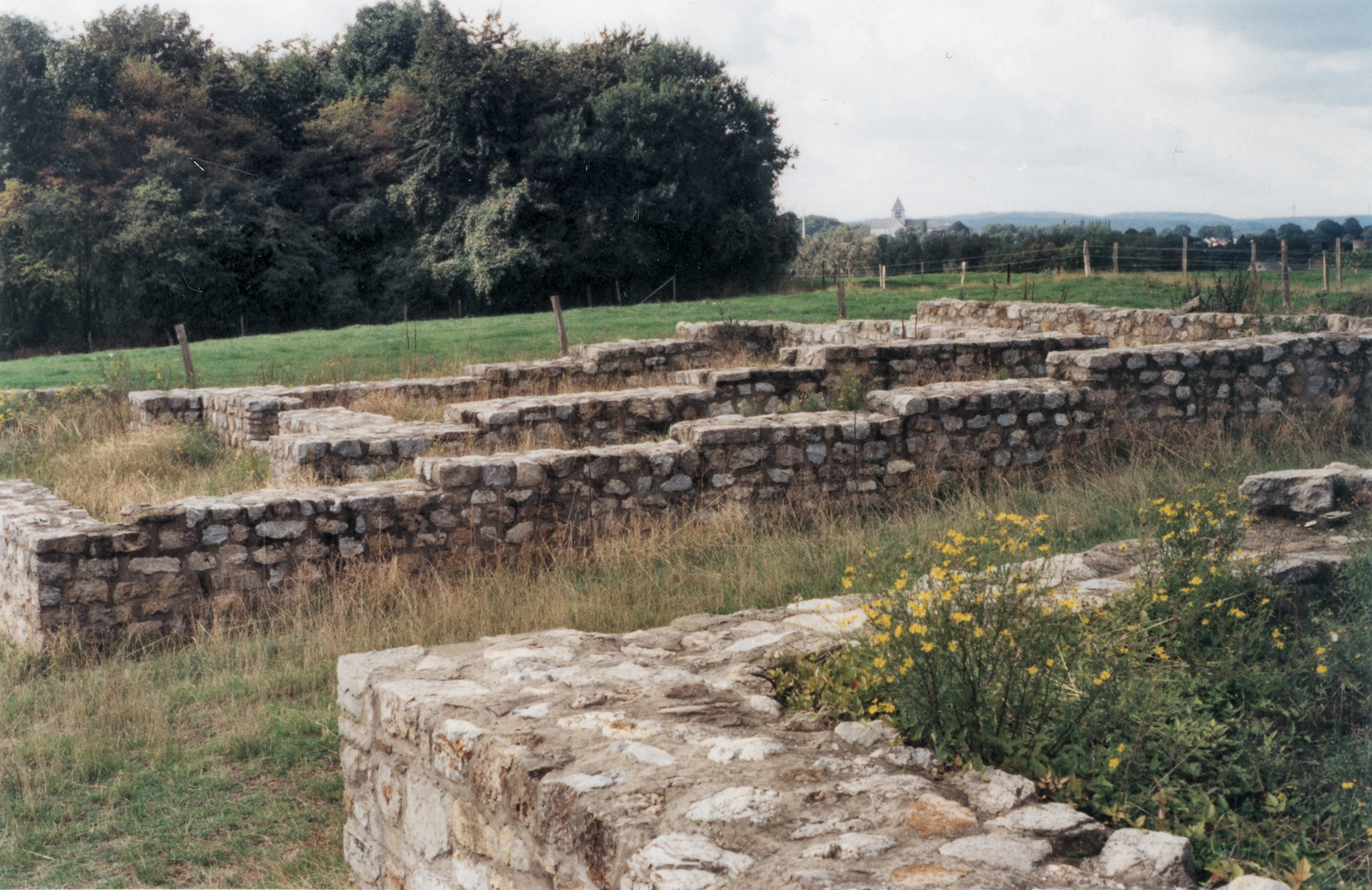
Aufgemauerte Fundamente an der Ausgrabungsstätte Varnenum (1997)

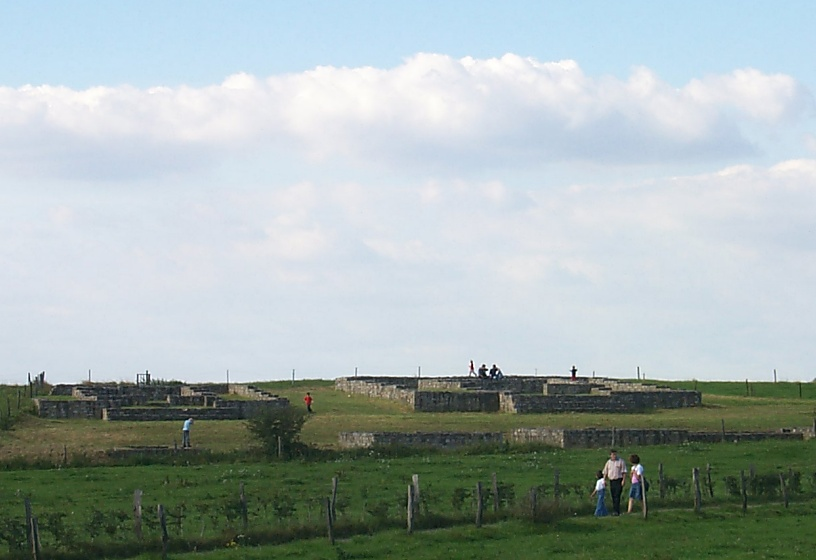
Besucher an der Ausgrabungsstätte

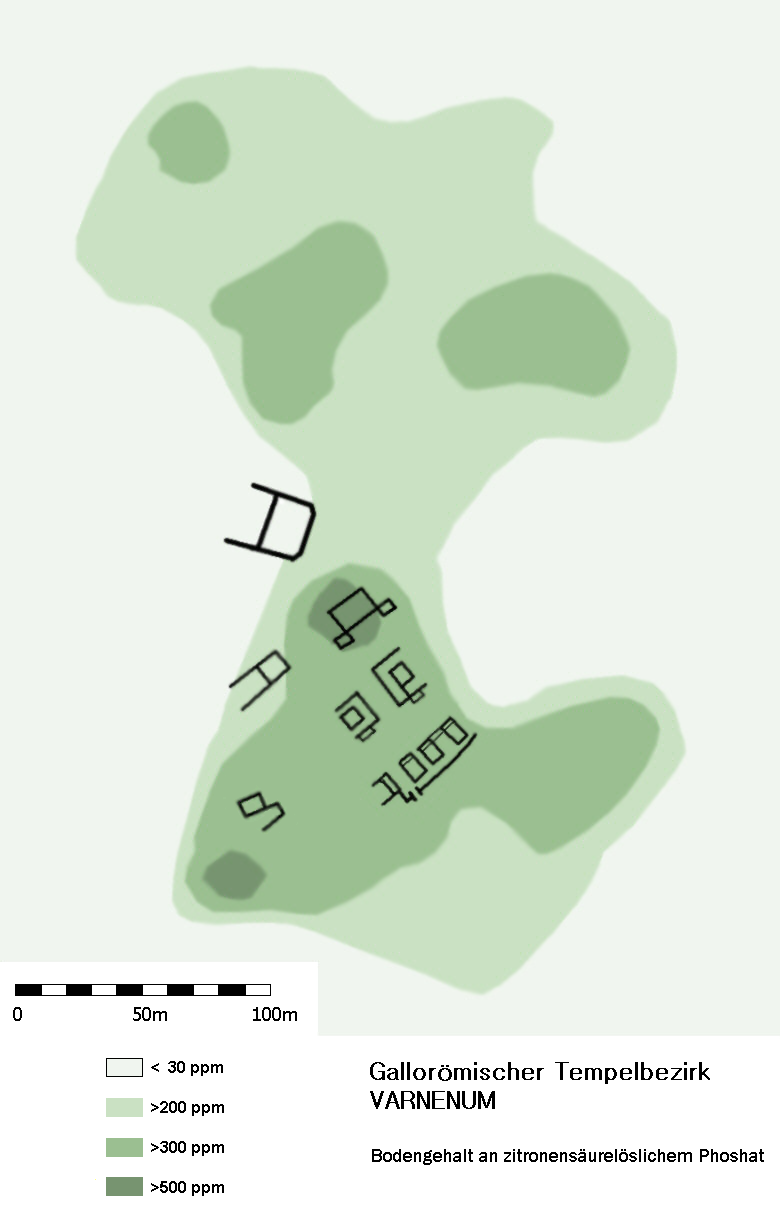
Der durch Phosphat-Bodenanalyse erschlossene Tempelbezirk von Varnenum

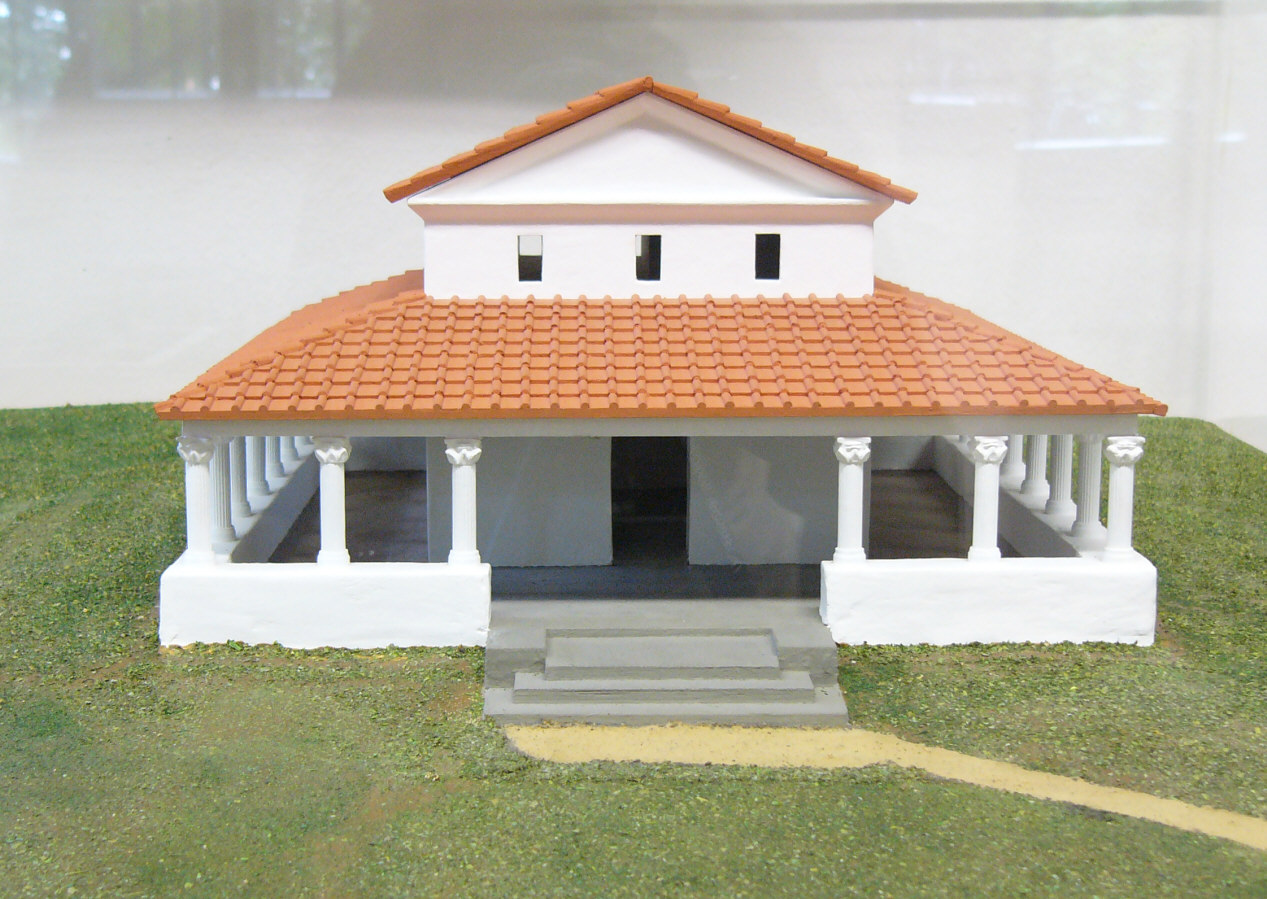
Rekonstruktionsmodell von einem der beiden Haupttempel im Museum Burg Frankenberg, Aachen

Das sogenannte Varnenum ist die Ausgrabungsstätte eines gallo-römischen Tempelbezirks bei Kornelimünster. Sie liegt etwa 300 Meter östlich der Stephanskirche auf einer Hochfläche, die „Schildchen“ genannt wird. Es handelt sich um einen römischen Tempelbezirk, dessen Gründung und erste Bauperiode in der Zeit um Christi Geburt angesetzt wird. Auf dem Gelände wurden in den Jahren 1907, 1911, 1923 und 1924 die ersten dokumentierten Ausgrabungen durchgeführt. Einer weiteren in den Jahren 1986 und 1987 durchgeführten Grabung waren Magnetometer-Prospektionen des RAB sowie eine phosphatanalytische Bodenuntersuchung vorausgegangen, deren Bohrrasterfläche ca. 250.000 m² umfasste und sich damit sehr weiträumig um den Altgrabungsbereich erstreckte.
Der Bericht des Ausgräbers Max Schmid-Burgk erwähnt drei Umgangstempel, wobei einer dieser Tempel auf den Fundamenten eines älteren errichtet war. Weiterhin berichtet er von typischen Funden wie Fibeln, Nadeln, Nägeln, Münzen und Keramik, die jedoch im Zweiten Weltkrieg, so hat es den Anschein, verloren gegangen sind. Auskunft über die verehrten Götter gaben drei gefundene Bronzetäfelchen, die als Votivgaben zu betrachten sind. Auf ihnen werden der Gott Varneno und die Göttin Sunuxal genannt. Die auf den Namen des Heiligtums bzw. seiner beiden Gottheiten bezogenen tabulae ansata („Tafeln mit Griffen“) tragen folgende Inschriften:
„Varne“ (# 26):
G(ENIO) VARNE
NI C(ONDUCTOR) P(ASCUI) S(ALLNARUM)
„Varneno“ (# 27):
DEO VARNENONI
M(ARCUS) FUCISSIUS SECUND
DUS SEXVIRALIS AUG
USTORUM C(OLONIA) C(LAUDIA) A(RA) A(GRIPPINENSIUM)
VOTUM SOLVIT
„Sunuxal“ (# 28):
(DE)AE SUNUXSAL
VO(?) CISSIONIS
V(OTUM) S(SOLVIT) L(IBENS) M(ERITO)
Im Norden der Anlage befindliche Gebäude wurden nicht mehr ergraben. Vor 70 n. Chr. wird die Tempelanlage in ihrer zweiten archäologisch markanten Bauperiode durch einen Brand zerstört. Der erweiterungsorientierte Wiederaufbau in Periode III wird durch einen Vespasian-Sesterzfund datiert. In der zeitlich nicht näher definierbaren Periode IV wurde der südliche Bereich der Tempelanlage mit einer Temenosmauer und Toranlage eingefriedet. Die Magnetometer-Prospektionen sowie die am Geografischen Institut der Universität Kiel vorgenommenen Phosphatanalysen der Bodenproben lassen auf einen mindestens 150 000 m² großen Tempelbezirk mit einem spätestens in Periode III landwirtschaftlich bzw. infrastrukturell genutzten Vicus schließen. Luftbildauswertungen und Magnetometermessungen belegen eine direkte Trassenanbindung an Breinig, wo seinerzeit Galmeiabbau betrieben wurde. Die siedlungsgeschichtliche Entwicklung um das Aachener Zentrum bzw. deren Thermenanlage legt die Folgerung nahe, dass die kulturelle Bedeutung von Varnenum in späterer Zeit auf die zwischen Dom- und Bücheltherme errichtete Sunuker-Tempelstätte überging.
Die erhaltenen Fundamente der Tempel und einiger Nebengebäude wurden 1989 restauriert und bis zu einer Höhe von rund einem Meter wieder aufgemauert. Die Anlage ist im Besitz der Stadt Aachen und wird vom Eifelverein Kornelimünster betreut.